# 伙尔川扎木苏他尔只多
伙尔川扎木苏他尔只多是中国较长的一個姓氏，長達十字，源于藏族。此姓已獲收录于《中国姓氏大辞典》。